# Centulle III de Bigorre
Centulle de Marsan ou Centulle III de Bigorre († 1178) est un vicomte de Marsan et un comte de Bigorre de 1163 à 1178. Il était fils de Pierre, vicomte de Marsan et fondateur de Mont-de-Marsan, et de Béatrix II, comtesse de Bigorre. Il est l'ancêtre au quinzième degré du roi de France Henri IV.

## Biographie
La date de naissance de Centulle III de Bigorre n'est pas attestée mais se situe vers 1130. Son prénom lui est vraisemblablement donné en hommage à son grand-père maternel, le comte Centulle II de Bigorre. L'année suivante naît sa sœur Rubea (ce qui signifie rouge), également connue sous le nom de Rose-Blanche de Marsan, qui deviendra l'épouse de Bohémond, comte d'Astarac, vers 1150.
Le 7 février 1148, Centulle est cité avec ses parents dans un acte de donation d’une villa qu’ils font en faveur de l’Ordre du Temple, ce qui place sa naissance antérieurement à 1140 et probablement avant, car il se marie en 1155.
Ce mariage avec Matelle des Baux, veuve de Pierre de Gabarret, qui est également une cousine germaine de Ramon Berenguer IV, comte de Barcelone et prince consort d’Aragon, lui apporte en dot le val d'Aran.
En 1171, Centulle III accorde aux bourgs de Bagnères-de-Bigorre une charte de droits et franchises. Il s’agit d’adapter les fors aux nouveaux rapports de forces internes au comté et induit par l’expansion économique et solidariser l’ensemble des forces du comté face aux attaques extérieures. Cette charte crée une communauté d’habitants qui devient un vassal direct du seigneur et lui fournit une aide militaire, un hébergement. La communauté garantit collectivement par l'ensemble des habitants le paiement des redevances individuelles.
En contrepartie le seigneur accorde des exemptions d’impôts, des protections particulières et des concessions de pouvoir, notamment en justice. La communauté reçoit également le droit de s'organiser politiquement et d’élire ses représentants.
En 1177, il participe à une rébellion, aux côtés des vicomtes de Dax et de Bayonne, contre Richard Cœur de Lion, leur suzerain en tant que roi duc d'Aquitaine. La révolte est matée, le vicomte Pierre II de Dax (qui est le propre gendre de Centulle III) est tué sur les remparts de sa ville et Centulle III est livré par les habitants de Dax au roi Richard, qui le fait prisonnier. Il n'est libéré que grâce à l'intervention du roi Alphonse II d'Aragon, son parent et allié. Il doit toutefois faire soumission au roi Richard, faisant passer de fait la Bigorre et le Marsan sous domination anglaise, lui verser une indemnité et lui céder un de ses châteaux.
À la fin de sa vie, afin de normaliser les relations avec le Comminges et de mettre fin aux guerres incessantes entre les deux comtés, Centulle III fiance sa fille Stéphanie avec Bernard IV, comte de Comminges

## Mariages et enfants
Il épouse en 1155 Matelle des Baux, veuve de Pierre II de Gabarret, vicomte de Béarn, qui serait fille de Raymond Ier des Baux et d'Étiennette de Provence. De ce mariage est née :
- Stéphanie, comtesse de Bigorre sous le nom de Béatrix III, mariée à Pierre II de Dax († 1177), puis à Bernard IV, comte de Comminges.

## Annexe